# Eugene Talmadge
Eugene Talmadge (Forsyth, 23 settembre 1884 – Atlanta, 21 dicembre 1946) è stato un politico statunitense.
Uno dei politici georgiani più controversi del XX secolo, divenne per tre volte governatore della Georgia, ma la sua morte prima di assumere il terzo mandato innescò lo stallo politico noto come "crisi dei tre governatori".

## Biografia

### Origini e prime controversie
Proveniente da una famiglia di agricoltori, riuscì ad essere ammesso all'università della Georgia e a laurearsi ln legge, divenendo avvocato. Nel 1909 si sposò con la vedova Mattie Peterson, che gli diede tre figli, fra i quali il futuro politico Herman Talmadge.
Stabilitosi nella contea di Telfair, divenne articolista del quotidiano Market Bulletin, dal quale cominciò ad arringare gli agricoltori georgiani perché chiedessero riforme in loro favore. La sua istrionicità e demagogia lo resero estremamente popolare nelle zone rurali, mentre l'amministrazione georgiana cominciò a prenderlo di mira, accusandolo di malversazione e favoritismo nei confronti della propria famiglia nel periodo in cui aveva fatto parte della commissione statale per l'Agricoltura, così come di aver creato un cartello per favorire il rialzo dei prezzi della carne di maiale. Nonostante le pesanti accuse, Talmadge infine non venne perseguito.

### Governatore della Georgia (1933-1937)
Gli scandali non fecero che aumentare la popolarità di Talmadge, il quale, a seguito del disinteresse alla rielezione del governatore uscente Richard B. Russell, riuscì a divenire a sua volta governatore della Georgia. Dimostrando un forte autoritarismo, sfruttò i nuovi poteri acquisiti per rimuovere (anche con la forza) ogni membro dell'amministrazione non allineato alla sua visione politica, e portò avanti una campagna di drastica riduzione dei prezzi dei servizi al fine di favorire il rilancio dell'economia a seguito della Grande depressione.
Criticato per i suoi metodi ai limiti della dittatura, Talmadge riteneva indispensabile la presenza di un governo fortemente centralizzato e, di conseguenza, l'adozione di azioni forti e dirette al fine di ottenere il massimo risultato. Questo modo di fare gli creò molti nemici, e si ritrovò emarginato nello stesso Partito Democratico per essersi opposto al New Deal del presidente Franklin Delano Roosevelt; dopo aver tentato invano di abrogare il limite di mandati imposto dalla costituzione georgiana, fu costretto ad abbandonare la carica nel 1937.

### Di nuovo governatore (1941-1943)
Dopo aver tentato senza successo di farsi eleggere al Senato degli Stati Uniti, nel 1941 riuscì a ridiventare governatore della Georgia. Stavolta per ottenere la rielezione fece leva sul suprematismo bianco, e ammiccando a membri e simpatizzanti del Ku Klux Klan riuscì nuovamente a dare la scalata al potere georgiano.
Il suo secondo mandato si distinse per la forte spinta verso la segregazione razziale, che nell'estate 1941 sfociò nell'affare Cocking. Tentando di implementare la segregazione nel sistema universitario, il governatore incontrò l'opposizione compatta del mondo accademico, guidata dal decano Walter Cocking; in risposta Talmadge dispose il licenziamento di massa di tutti gli oppositori ai propri provvedimenti, rimpiazzandoli con persone allineate al governo statale che misero infine in atto la segregazione.
La forzatura di Talmadge causò un'ondata d'indignazione e protesta in tutti gli Stati Uniti, e l'università della Georgia e numerosi altri istituti ebbero revocate le proprie credenziali fin tanto che la segregazione fosse rimasta in essere. La popolarità del governatore fu seriamente minata dall'affare Cocking, tanto che nelle elezioni del 1942 venne sonoramente battuto dal procuratore generale della Georgia Ellis Arnall, messosi a capo degli oppositori alla segregazione e all'autoritarismo di Talmadge.

### La terza elezione e la morte
Ma Eugene Talmadge non intendeva ancora ritirarsi dalla politica. Arnall, durante il suo mandato da governatore, riuscì ad ottenere l'allungamento della legislatura da due a quattro anni, pur con l'imposizione del divieto di immediata rielezione, e Talmadge ne approfittò per presentarsi nuovamente alle primarie democratiche. Fin da subito uno dei candidati favoriti, vinse agevolmente le primarie, caratterizzate da un clima di tensione che vide il linciaggio di due coppie di coniugi afroamericani e una conseguente investigazione dell'FBI contro Talmadge. Nonostante tutto, data la virtuale inesistenza del Partito Repubblicano in Georgia le elezioni governatoriali del 1946 furono un plebiscito in suo favore, garantendogli la terza riconferma a governatore.
Tuttavia Talmadge, già molto debilitato dalla cirrosi epatica causata dal suo alcolismo, non resse i ritmi serrati della campagna elettorale e morì il 21 dicembre 1946, appena due settimane prima di assumere la carica. La sua morte mise in evidenza un grave vuoto normativo della costituzione georgiana, che non stabiliva come l'amministrazione dovesse comportarsi nel caso del decesso del governatore eletto, e ciò causò la crisi dei tre governatori, che paralizzò per un anno la politica della Georgia.